# Tom Bellfort
Tom Bellfort é um sonoplasta estadunidense. Venceu o Oscar de melhor edição de som na edição de 1998 por Titanic, ao lado de Christopher Boyes.